# Diecezja malabarska
Diecezja malabarska – diecezja Malankarskiego Kościoła Ortodoksyjnego z siedzibą w Kalikacie w stanie Kerala w Indiach.
Została erygowana w 1953 roku. Obejmuje zachodnie, nadmorskie dystrykty Kerali.